# Domfaing
Domfaing és un municipi francès, situat al departament dels Vosges i a la regió del Gran Est. L'any 2007 tenia 240 habitants.

## Demografia

### Població
El 2007 la població de fet de Domfaing era de 240 persones. Hi havia 92 famílies, de les quals 16 eren unipersonals (12 homes vivint sols i 4 dones vivint soles), 36 parelles sense fills, 36 parelles amb fills i 4 famílies monoparentals amb fills.
La població ha evolucionat segons el següent gràfic:
Habitants censats

### Habitatges
El 2007 hi havia 108 habitatges, 92 eren l'habitatge principal de la família, 11 eren segones residències i 5 estaven desocupats. 103 eren cases i 5 eren apartaments. Dels 92 habitatges principals, 83 estaven ocupats pels seus propietaris, 7 estaven llogats i ocupats pels llogaters i 2 estaven cedits a títol gratuït; 1 tenia una cambra, 1 en tenia dues, 4 en tenien tres, 22 en tenien quatre i 64 en tenien cinc o més. 82 habitatges disposaven pel capbaix d'una plaça de pàrquing. A 32 habitatges hi havia un automòbil i a 52 n'hi havia dos o més.

### Piràmide de població
La piràmide de població per edats i sexe el 2009 era:
| Homes | Edats   | Dones |
| ----- | ------- | ----- |
| 0     | 95 o +  | 0     |
| 4     | 90 a 94 | 0     |
| 0     | 85 a 89 | 0     |
| 0     | 80 a 84 | 4     |
| 4     | 75 a 79 | 8     |
| 8     | 70 a 74 | 8     |
| 8     | 65 a 69 | 8     |
| 4     | 60 a 64 | 0     |
| 0     | 55 a 59 | 0     |
| 0     | 50 a 54 | 4     |
| 20    | 45 a 49 | 16    |
| 16    | 40 a 44 | 20    |
| 4     | 35 a 39 | 8     |
| 8     | 30 a 34 | 0     |
| 0     | 25 a 29 | 8     |
| 8     | 20 a 24 | 0     |
| 28    | 15 a 19 | 12    |
| 12    | 10 a 14 | 8     |
| 4     | 5 a 9   | 12    |
| 4     | 0 a 4   | 0     |

## Economia
El 2007 la població en edat de treballar era de 162 persones, 112 eren actives i 50 eren inactives. De les 112 persones actives 98 estaven ocupades (59 homes i 39 dones) i 14 estaven aturades (7 homes i 7 dones). De les 50 persones inactives 26 estaven jubilades, 11 estaven estudiant i 13 estaven classificades com a «altres inactius».

### Ingressos
El 2009 a Domfaing hi havia 92 unitats fiscals que integraven 248 persones, la mediana anual d'ingressos fiscals per persona era de 15.448 €.

### Activitats econòmiques
Dels 11 establiments que hi havia el 2007, 2 eren d'empreses de fabricació d'altres productes industrials, 1 d'una empresa de construcció, 5 d'empreses de comerç i reparació d'automòbils, 2 d'empreses de transport i 1 d'una empresa de serveis.
Dels 3 establiments de servei als particulars que hi havia el 2009, 2 eren tallers de reparació d'automòbils i de material agrícola i 1 paleta.
L'any 2000 a Domfaing hi havia 6 explotacions agrícoles.

## Equipaments sanitaris i escolars
El 2009 hi havia una escola elemental integrada dins d'un grup escolar amb les comunes properes formant una escola dispersa.

## Poblacions més properes
El següent diagrama mostra les poblacions més properes.